# Tatyana Amanzhol
Tatyana Amanzhol, de soltera Bakatyuk (en kazajo: Татьяна Аманжол Бакатюк; Almatý, 17 de octubre de 1975), es una luchadora kazaja de lucha libre. Participó en los Juegos Olímpicos de Pekín 2008 en la categoría de 48 kg, consiguiendo un quinto puesto. Compitió en ocho campeonatos mundiales. Se clasificó en la quinta posición en 2007, 2010 y 2012. Ganó la medalla de bronce en los Juegos Asiáticos de 2014. Consiguió cuatro medallas en Campeonatos Asiáticos, de oro en 2009, 2013 y 2014. Octava en la Universiada de 2013. Representó a su país en el Copa del Mundo en 2013 clasificándose en la cuarta posición.